# Christos Zoumis
Christos Zoumis (griechisch Χρήστος Ζούμης auch Khristos Zoumis; * 1875 in Chalkida) war ein griechischer Leichtathlet, der an den Olympischen Sommerspielen 1896 teilnahm. Er trat im Dreisprung an. Seine genauen Ergebnisse sind nicht bekannt, sicher ist nur, dass er nicht den vierten Platz erreichen konnte und nicht weiter als 11,26 Meter springen konnte. Er ist entweder auf dem sechsten oder siebten Platz gelandet.